# Bertie Messitt
Albert John „Bertie” Messitt, (ur. 28 września 1930 w Bray, zm. 18 lutego 2012 w Shankill) – irlandzki lekkoatleta, długodystansowiec.
Podczas mistrzostw Europy w Sztokholmie (1958) zajął 15. miejsce w biegu na 10 000 metrów a także odpadł w eliminacjach na 5000 metrów. Na igrzyskach olimpijskich w Rzymie (1960) nie ukończył biegu maratońskiego. W tej samej konkurencji był 13. podczas mistrzostw Europy w Belgradzie (1962).
Szesnastokrotnie ustanawiał rekordy Irlandii (na dystansach od 3000 metrów do maratonu).
Wielokrotnie zdobywał złote medale mistrzostw kraju (także w biegach przełajowych).